# Poezie

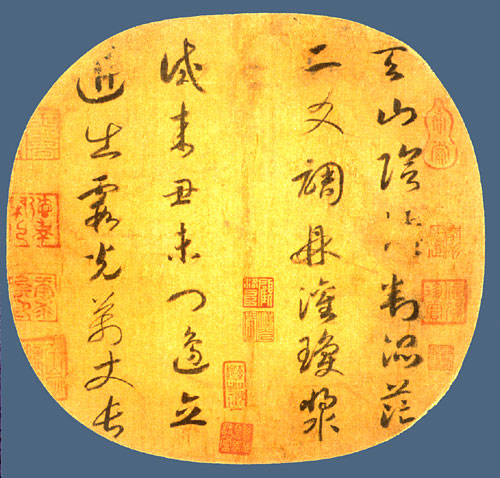
Poem chinezesc "Quatrain on Heavenly Mountain" al Împăratului Gaozong (Dinastia Song)

Poezia (din grecescul "ποίησις", poiesis, care are sensul de "facere" sau "creare") este o formă de artă în care limba este utilizată pentru calitățile sale estetice și evocative, pentru a completa sau a înlocui semnificația sa aparentă. Poezia poate fi scrisă independent, în forma unor poeme discrete, sau poate apărea în conjuncție cu alte arte, în opere dramatice în versuri, imnuri sau texte ale unor cântece.
Discuțiile pe tema poeziei au o istorie lungă. Aristotel este unul dintre primii filosofi care au încercat să definească poezia în tratatul Poetica, care pune accent pe utilizarea discursului în retorică, dramă, cântec și comedie. Încercările de mai târziu de a defini poezia au pus accentul pe trăsături cum ar fi repetiția sau rima și au accentuat estetica prin care poezia se distinge de proză. Începând de la mijlocul secolului XX, poezia a fost uneori definită  într-un sens larg, ca un act creativ fundamental care utilizează limba.

## Evoluția poeziei
- Antichitatea greco-latină: Aristotel, mimesis (formă de cunoaștere a lumii prin „imitația” realității);
- Clasicismul: respectarea unor reguli formale și de conținut, respectarea modelelor antichității;
- Romantismul: sentimentul, pasiunea, fantezia;
- Lirica modernă: simbolismul: concentrarea asupra eului și a muzicii interioare a versului;
- Secolul al XX-lea: poezia pură (formă a extazului mistic), poezia ermetică (Încifrarea mesajului), poezia obiectuală (lipsită de sens), poezia postmodernistă (ludicul, metatextul, banalizarea expresiei și a problematicii).

## Subspecii ale genului liric
- Aubadă
- Caligramă
- Elegie
- Epigramă
- Gazel
- Glosă
- Haiku
- Idilă
- Limericks
- Odă
- Pastel
- Pastorală
- Poem în proză
- Rondel
- Rondou
- Sonet
- Tanka
- Triolet
- Waka

## Termeni literari folosiți pentru descrierea limbajuluipoetic
- Catren
- Distih (tautologic)
  - Distih dualist
  - Distih paradoxist
- Terțină
- Picior metric
- Iamb
- Troheu
- Dactil
- Anapest
- Vers alb
- Rimă

## Curente literare în care se cultivă poezia

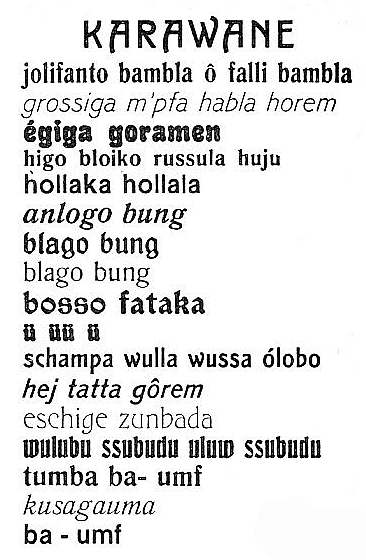
Exemplu de poem dadaist: "Karawane" de Hugo Ball

- Clasicism
- Romantism
- Parnasianism
- Simbolism
- Crepuscularism
- Futurism
- Poporanism
- Dadaism
- Sămănătorism
- Expresionism
- Constructivism
- Integralism (curent literar)
- Suprarealism
- Gândirism
- Proletcultism/Realism socialist
- Lettrism
- Onirism
- Paradoxism/Neomodernism
- Textualism
- Postmodernism

Curente actuale:
- Fracturism
- Boierism
- Deprimism